# Stella Art Foundation
Stella Art Foundation — российский культурный фонд, своей целью называет культурный обмен, поддержку российского искусства и молодых художников, а также создание музея современного искусства в Москве.

## Деятельность фонда

### Выставочные проекты
Одним из основных направлений деятельности Stella Art Foundation является популяризация в России и за рубежом творчества современных российских художников; организация и проведение масштабных выставочных проектов. Многие из них  осуществляются благодаря сотрудничеству Фонда с государственными, общественными и частными культурными институциями. 
Первым итогом подобного сотрудничества стала выставка Ильи и Эмилии Кабаковых “Случай в музее и другие инсталляции”, организованная Stella Art Foundation, Музеем Соломона Р. Гуггенхайма и Государственным Эрмитажем в 2004 году в Главном штабе Государственного Эрмитажа. Этот опыт определил курс фонда на популяризацию российского современного искусства на территориях государственных музеев в России и за рубежом.
Так, например, в результате сотрудничества с Музеем истории искусств (Kunsthistorisches Museum) в Вене в этом Музее прошел ряд выставок: в 2008 году  «Этот смутный объект искусства» (куратор Владимир Левашов), в 2009-м – "in situ" Игоря Макаревича и Елены Елагиной (куратор Борис Маннер), а в 2011 "Круг героев" Бориса Орлова (куратор Евгений Барабанов). В 2009 и 2011 годах, в рамках культурного обмена и сотрудничества с государственным музеем современного искусства города Салоников (ΚΜΣΤ) были организованы проекты, представляющие широкий срез российской арт-сцены. Среди прочего, Фонд курировал павильон Москвы на 9-й Шанхайской биеннале современного искусства, выступил партнером dOCUMENTA (13) и осуществил совместный проект с Государственным Русским музеем в Санкт-Петербурге.

### Формирование музейной коллекции
Stella Art Foundation формирует коллекцию будущего Музея современного искусства, в которую входят произведения российских и интернациональных художников. В 2009 году выпущен полный каталог собрания Фонда. Музей планируется открыть в ближайшие десять лет.

### Поддержка молодых российских художников
В 2006 году Stella Art Foundation в рамках Всероссийского конкурса в области современного искусства «Инновация», организованной Государственным центром современного искусства (Москва), учредил номинацию для молодых художников «Новая генерация». Ежегодно отдельное внимание Фонда уделяется выставкам молодых российских художников, как в России, так и интернациональной сцене.

### Литературные проекты
В 2008—2009 в Stella Art Foundation работал Московский поэтический клуб. Кроме заседаний, на которых происходило свободное общение, обсуждение отдельных текстов и актуальных проблем литературы и искусства, в клубе также проходили поэтические вечера. В 2009 году программа «Московского поэтического клуба» была включена в основной проект 53-й международной Венецианской биеннале. 
Начиная с 2010 года Фонд реализует проект «Вечера в Скарятинском», курировать который был приглашен поэт Лев Рубинштейн.

## Участие на Венецианской биеннале
Согласно приказу Министерства культуры Российской Федерации от 29 июня комиссаром павильона России на Венецианской биеннале 2011, 2013 и 2015 годов назначена Стелла Кесаева. Ответственным за организацию и проведение выставок на 54-й и 55-й Венецианской биеннале выступает фонд поддержки культуры Stella Art Foundation.

### 54-я Венецианская биеннале
В павильоне России была показана выставка «Пустые зоны. Андрей Монастырский и группа „Коллективные действия“». Куратором был назначен Борис Гройс.

### 55-я Венецианская биеннале
На 55-й биеннале был представлен проект Вадима Захарова «Даная». Куратором проекта стал Удо Киттельмана.

### 56-я Венецианская биеннале
В павильоне России на 56-й международной Венецианской биеннале был реализован проект Ирины Наховой "Зеленый павильон." Куратором проекта стала Маргарита Мастеркова-Тупицына . 

## Список наиболее значимых проектов
- 2013 — «Вадим Захаров. Даная»
- 2012 — «Haunted Moscow / Москва, населенная призраками»
- 2012 — «Ирина Нахова. Ремонт»
- 2012 — «Группа e-flux. Time/Food»
- 2011 — «Юрий Альберт, Андрей Филиппов, Константин Звездочетов. Книжники»
- 2011 — «Пустые зоны. Андрей Монастырский и „Коллективные действия“»
- 2010 — «Герман Нитч. Театр оргий и мистерий»
- 2010 — «Андрей Кузькин. Герои левитации»
- 2009 — «Владислав Ефимов. Пугающаяся коллекция»
- 2009 — «Юрий Альберт, Виктор Скерсис и Андрей Филиппов. Show and tell. Художник и его модель. Омут»
- 2008 — «Юрий Альберт. Живопись, скульптура, графика»
- 2006 — «Анатолий Осмоловский. Изделия»
- 2006 — «Ольга Чернышева. Панорама»
- 2006 — «Юрий Аввакумов. Красный угол»
- 2006 — «Вадим Захаров. 25 лет на одной странице»
- 2005 — «Андрей Монастырский. Земляные работы»
- 2004 — «Анатолий Осмоловский. Как политические позиции превращаются в форму»
- 2004 — «Вадим Захаров, Андрей Монастырский. Охота на мышь»
- 2004 — «Илья и Эмилия Кабаковы. „Случай в музее“ и другие инсталляции»
- 2003 — «Фигуры Америки. Между поп-артом и трансавангардом»